# Арао
Арао (яп. 荒尾市 Арао-си) — город в Японии, находящийся в префектуре Кумамото. Площадь города составляет 57,15 км², население — 53 817 человек (1 августа 2014), плотность населения — 941,68 чел./км².

## Географическое положение
Город расположен на острове Кюсю в префектуре Кумамото региона Кюсю. С ним граничат города Омута, Тамана и посёлки Нанкан, Нагасу.

## Население
Население города составляет 53 817 человек (1 августа 2014), а плотность — 941,68 чел./км². Изменение численности населения с 1980 по 2005 годы:
| 1980 | 61 485 чел. |  |
| 1985 | 62 570 чел. |  |
| 1990 | 59 507 чел. |  |
| 1995 | 57 389 чел. |  |
| 2000 | 56 905 чел. |  |
| 2005 | 55 960 чел. |  |

## Символика
Цветком города считается цветок груши грушелистной.